# Mark Fleischmann
Mark Fleischmann (auch Mark Fleishmann; * 1972 in  Hampstead Garden Suburb, London, England) ist ein britischer Schauspieler.

## Leben
Mark Fleischmann wuchs im Hampstead Garden Suburb auf. Nachdem er seine Ausbildung auf der Central School of Speech and Drama in London abgeschlossen hatte, trat Fleischmann in verschiedenen Filmen, Fernsehserien und Theaterstücken auf. Seine Schauspielkarriere begann in Edinburgh, dort spielte er eine Hyäne im Musical Der König der Löwen. Danach organisierte er einige Comedy-Nächte in britischen Kneipen. 2008 spielte Mark Fleischmann eine Hauptrolle im Theaterstück The Collector am Arcola Theatre in London. 2010 bekam er die Rolle des Lloyd Pinke in der britischen Fernsehserie Being Human. Dort war er nicht nur in der Serie zu sehen, sondern war das Gesicht der Webseite von Being Human. 2011 produzierte er seine eigene Comedyshow, die am Enterprise in London gezeigt wurde. 2013 spielte er eine Hauptrolle im Theaterstück Marriage am Belgrade Theater. Seit 2012 spielt er Mr. Jeffries in der britischen Fernsehserie Wolfblood – Verwandlung bei Vollmond.

## Filmografie
- 2001: Fun at the Funeral Parlour (Fernsehserie, Episode 1x02)
- 2008: Horrorshow (Kurzfilm)
- 2008: The Flea (Kurzfilme)
- 2010: Being Human (Fernsehserie, 7 Episoden)
- 2010: Inception
- 2010: Workhorse (Kurzfilm)
- 2011: Pickle (Kurzfilm)
- 2012: Die dunkle Seite der Wissenschaft (Dark Matters: Twisted But True)
- 2012–2017: Wolfblood – Verwandlung bei Vollmond (Wolfblood, Fernsehserie, 42 Episoden)
- 2018: Prinzessinnentausch (The Princess Switch)
- 2020: Prinzessinnentausch: Wieder vertauscht (The Princess Switch: Switched Again)
- 2021: Prinzessinnentausch 3: Auf der Jagd nach dem Stern
- 2021: A Castle for Christmas